# Astragalus tricholobus
Astragalus tricholobus är en ärtväxtart som beskrevs av Dc. Astragalus tricholobus ingår i släktet vedlar, och familjen ärtväxter. Inga underarter finns listade i Catalogue of Life.